# Metacatharsius trianguliceps
Metacatharsius trianguliceps là một loài bọ cánh cứng trong họ Bọ hung (Scarabaeidae).